# 石川村満
石川 村満（いしかわ むらひろ）は、江戸時代中期の武士。陸奥国仙台藩一門筆頭・角田石川家7代当主。

## 生涯
宝永2年（1705年）1月16日、角田石川家6代当主・石川村弘の長男として誕生。幼名は源太郎。
正徳2年（1712年）2月、父・村弘の急死により家督を相続し角田邑主となる。正徳5年（1715年）1月15日元服し、5代藩主・伊達吉村の偏諱を受け、駿河村満と名乗る。後に名を、修理、大和と改めた。
享保8年（1723年）8月の大雨により堤防が破損し角田が洪水で被災。領内の16歳から60歳の男子を動員し堤防の修復にあたる。村満自ら鋤を取って工事を督励した。
寛延2年（1749年）9月7日死去。享年45。家督は嫡男・村俊が相続した。